# 친애적니재나리
《친애적니재나리》(亲爱的，你在哪里)는 2020년 방송되었던 중국의 드라마이다.

## 소개
- 이혼의 위기에 처했던 젊은 부부 정우와 하설림이 아이를 잃어버린 뒤 찾아가는 과정에서 '집'과 '사랑'을 알게 되고 결국 가족애와 자아를 찾게 되는 따뜻한 이야기

## 등장 인물
- 왕뢰 (王雷) - 정우 역
- 친하이루 - 하설림 역
- 장둬 (张铎) - 진생량 역
- 한퉁성 - 딩중이 역
- 범명 (范明) - 홍귀발 역
- 주인 - 장숙금 역
- 양곤 (杨昆) - 전벽주 역
- 왕연지 (王妍之) - 정연자 역
- 송함우 (宋涵宇) - 방결 역
- 장희유 (张熙唯) - 정원원 역